# Joe Long
Joe Long, pseudonimo di Joseph Louis LaBracio (Elizabeth, 5 settembre 1941 – Long Beach, 20 aprile 2021), è stato un bassista statunitense.

## Biografia
Divenne noto per la sua militanza nei The Four Seasons.
Ha studiato con Alfonse Strazza, primo contrabbassista della New York Philharmonic, ma un grave difetto alla mano lo portò a suonare il basso elettrico Fender anziché il contrabbasso tradizionale. In seguito ascoltò musica rock e così entrò a far parte dei The Four Seasons come rimpiazzamento di Charles Calello che a sua volta sostituiva temporaneamente Nick Massi.
Dopo questa esperienza fondò la band jazz LaBracio e più tardi i Jersey Bounce.
Long è morto nella primavera del 2021, per complicazioni da COVID-19.